# Djrègbè
Djrègbè ist ein Arrondissement im Departement Ouémé im westafrikanischen Staat Benin. Es ist eine Verwaltungseinheit, die der Gerichtsbarkeit der Kommune Sèmè-Kpodji untersteht.

## Demografie und Verwaltung
Gemäß der Volkszählung 2013 des beninischen Statistikamtes INSAE hatte das Arrondissement 20.462 Einwohner, davon waren 9959 männlich und 10.503 weiblich.
Von den 55 Dörfern und Quartieren der Kommune Sèmè-Kpodji entfallen sieben auf Djrègbè:
1. Awanou
2. Djèrègbé
3. Djèrègbé Houèla
4. Gbéhonmè
5. Gbokpa
6. Houinta
7. Houèkè